# جيمس بي. راي
جيمس بي. راي (بالإنجليزية: James B. Ray)‏ هو محامي وسياسي أمريكي، ولد في 19 فبراير 1794 في مقاطعة جيفيرسون في الولايات المتحدة، وتوفي في 4 أغسطس 1848 في سينسيناتي في الولايات المتحدة. انتخب حاكم إنديانا ‏ (12 فبراير 1825 – 7 ديسمبر 1831) وانتخب عضو مجلس ولاية إنديانا (2 ديسمبر 1822 – 12 فبراير 1825) وانتخب عضو مجلس نواب إنديانا (2 ديسمبر 1821 – 2 ديسمبر 1822).